# Petrolisthes eldredgei
Petrolisthes eldredgei is een tienpotigensoort uit de familie van de Porcellanidae. De wetenschappelijke naam van de soort is voor het eerst geldig gepubliceerd in 1987 door Haig & Kropp.